# 科哇古城
科哇古城，位于中国青海省循化县白庄乡朱格村，为第五批青海省文物保护单位，公布日期为1988年9月15日，类型为古遗址。
科哇古城的历史年代为元。